# Еди Рама
Еди Рама е албански политик, настоящ министър-председател на Албания, а предходно – 3 пъти кмет на Тирана и виден албански общественик.
Произлиза от католическо-православно християнско семейство. Баща му е известен скулптор. Завършва Художествената академия в Тирана през 1980-те години и работи като художник. Като юноша е играч в баскетболния отбор на местния „Динамо“, като е и водещ баскетболист в националния отбор на Албания. След падането на Берлинската стена, с последвалите така наречени демократични промени в Източна Европа, и по-специално в страните от така наречения Източен блок, Рама се присъединява към първите демократични движения в страната.
В началото на 1990-те години е професор в Художествената академия на Албания. През 1995 г. е на докторантура в Париж. През 1997 г., при завръщането си в родината, е нападнат и жестоко пребит от група неизвестни нападатели.
Еди Рама има публикувани две книги, като е автор на множество изложби – в страната и в чужбина. Има двама сина, по един от двата си брака.
През 2000 г. тогавашният премиер от социалистическата партия на Албания Фатос Нано кани безпартийния Рама за министър на културата, младежта и спорта. През октомври 2000 г. Еди Рама се кандидатира в местните избори за кмет на Тирана като независим кандидат, подкрепен от Социалистическата партия на Албания. Рама печели изборите, получавайки 55% от гласовете. На 13 октомври 2003 г. е преизбран за кмет на Тирана с 61% от гласовете. В следващите местни избори на 18 февруари 2007 г. печели за 3-ти път поста кмет на Тирана.
Главният му принос като кмет на Тирана е за промяната на облика на столицата. Заема се с премахването на незаконните постройки, създава специална програма за хармонично пребоядисване и разкрасяване на фасадите на много от старите сгради в Тирана – в удачни, ярки и пъстри цветове. Налага нов съвременен градоустройствен план на Тирана, с акцент върху озеленяването ѝ с формирането на нова инфраструктура на града. В резултат от новия план Тирана се сдобива с 97 000 квадратни метра нови паркове. За тези си усилия и постижения през 2004 г. е удостоен със световна титла за най-успешен кмет, а през 2005 г. е в списъка на най-успешните градоначалници на списание Time, Ню Йорк.
На 10 септември 2013 г. Рама получава предложение от президента на Албания Буяр Нишани да формира ново албанско правителство. На 15 септември е утвърден за министър-председател на страната.
Еди Рама е първият албански премиер от 1946 г. насам, посетил официално Белград (2016) в опит за размразяване на сръбско-албанските отношения, влошени заради така наречената Косовска криза.
Преди това, през 2015 г., Рама е удостоен със званието почетен гражданин на град Улцин, Черна гора.
През август 2016 г. от разсекретени грами на Държавния департамент, публикувани в Уикилийкс, става ясно, че американският милиардер и филантроп Джордж Сорос е влиял на американската политика към Албания през 2011 г. (при секретарстването на Хилари Клинтън) по време на поредните размирици в Албания – с цел да дискредитира и отстрани от власт албанските политици Сали Бериша и Еди Рама (постоянно обвинявани в корупция от СМИ в страната под американски контрол).
Основен (заявен като такъв от Рама) технократски и политически акцент, е успешното доизграждане на известния в страната Албански път, който води на изток към Скопие, София и Истанбул. Инфраструктурният проект се финансира от Китай посредством Китайската държавна строителна компания.